# 옙 T8N
옙 T8N(Yepp T8, YP-T8)은 삼성전자에서 2006년 2월 23일에 출시한 포터블 미디어 플레이어이다.